# جیمز بیتی
جیمز بیتی (به انگلیسی: James Beattie) بازیکن فوتبال زادهٔ ۲۷ فوریه ۱۹۷۸ اهل انگلستان که سابقهٔ بازی در تیم ملی فوتبال انگلستان را در کارنامهٔ خود دارد. وی در تاریخ ۱۲ فوریه ۲۰۰۳ نخستین بازی ملی خود را در مقابل تیم ملی فوتبال استرالیا انجام داد و با حضور در ۵ بازی ملی، در تاریخ ۱۶ نوامبر ۲۰۰۳ واپسین بازی ملی‌اش را در برابر تیم ملی فوتبال دانمارک برگزار کرد.